# Bernhardinum Fürstenwalde
Das Katholische Schulzentrum Bernhardinum in Fürstenwalde/Spree ist das derzeit älteste Katholische Schulzentrum im Land Brandenburg. Die Schule besteht aus einem Gymnasium, einer Oberschule und einer Grundschule.

## Geschichte
Am 23. März 1991 gab der katholische Bischof von Berlin, Kardinal Sterzinsky sein Einverständnis zur Gründung einer katholischen Schule in Fürstenwalde/Spree. Im August 1991 wurde das Schulzentrum Bernhardinum auf dem Gelände der vormaligen Polytechnischen Oberschule «Otto Ulinski» Fürstenwalde gegründet und mit einem Gymnasium eingeweiht. Das nach dem heiligen Bernhard benannte Bernhardinum ist seit seiner Gründung das einzige private Gymnasium von Fürstenwalde. 1993 wurde das Schulzentrum um eine Grundschule erweitert. Im Ort Petershagen wurde ein Außenstandort eröffnet. 1995 wurde das Gymnasium als Privatschule in Brandenburg anerkannt.
1996 wurde der Neubau des Gymnasiums und einer Oberschule eingeweiht. Zum Schuljahr 1999/2000 nahm die Oberschule ihren Betrieb auf. Seit März 2001 verfügt die Schule über eine eigene Vier-Felder-Turnhalle. Der Leiter des Schulzentrum geriet in die Schlagzeilen, weil er im Herbst 2011 Drohanrufe an das Schulzentrum fingiert hatte. Er begab sich daraufhin in psychologische Behandlung und kehrte erst im Frühjahr 2012 wieder auf seinen Posten zurück. Am 17. September 2011 feierte das Schulzentrum Bernhardinum mit einem Festakt und einem Sommerfest sein 20-jähriges Jubiläum. 2015 wurden die Leiterin des Gymnasiums und der Leiter des Schulzentrums von ihren Aufgaben entbunden. Mitte September 2016 wurde mit einer Festwoche das 25-jährige bestehen des Schulzentrums zelebriert. Bei einem neu ins Leben gerufenem Kleinkunstabend boten die Schülerinnen und Schüler der Schule allen Eltern, Lehrern und Interessierten auf insgesamt 5 Bühnen verteilt auf dem Gelände verschiedenste Darbietungen. Am Samstag fand das traditionelle Sommerfest statt, anschließend mit großem Ehemaligentreffen.

## Gebäude
Ursprünglich befanden sich auf dem Gelände der heutigen Schule Flachbauten der Vorgängerschule POS Otto Ulinski Fürstenwalde, die 1996 durch einen Neubau ersetzt worden sind, welcher 2011 erneut erweitert worden ist.

## Aktivitäten und Arbeitsgemeinschaften
Das Bernhardinum bietet viele Möglichkeiten der außerschulischen Betätigung. So können zum Beispiel Schüler der Grundschule Arabisch und/oder Polnisch lernen, Schach spielen, Klavierunterricht nehmen, Fußball spielen oder sich journalistisch in der Schülerzeitung der Schule betätigen.
Schüler der Oberschule und des Gymnasiums können in der Schülerfirma Bentra mitwirken, in mehreren Chören singen (Schulchor, Gospelchor), Skat oder Schach spielen, Französisch lernen, im Schulgarten gärtnern oder sich in diversen sportlichen Arbeitsgemeinschaften betätigen.